# Antignano
Antignano é uma comuna italiana da região do Piemonte, província de Asti, com cerca de 1.007 habitantes. Estende-se por uma área de 10 km², tendo uma densidade populacional de 101 hab/km². Faz fronteira com Celle Enomondo, Costigliole d'Asti, Isola d'Asti, Revigliasco d'Asti, San Damiano d'Asti, San Martino Alfieri.

## Demografia
| Variação demográfica do município entre 1861 e 2011                               |
|                                                                                   |
| Fonte: Istituto Nazionale di Statistica (ISTAT) - Elaboração gráfica da Wikipedia |